# Pythonソフトウェア財団
Pythonソフトウェア財団（英: Python Software Foundation; PSF）は 、プログラミング言語であるPythonを事業対象とした非営利団体であり、2001年3月6日に立ち上がった。財団の使命として、コアディストリビューションの開発、知的財産権の管理、PyConなどの開発者会議運営、資金調達など、コミュニティ内の様々な事業を担当している。Pythonソフトウェア財団は2005年に、コンピュータワールド誌のComputerworld Horizon Awardを受賞した。